# یان لتسار
یان لتسار (استونیایی: Jaan Leetsaar؛ زادهٔ ۳ آوریل ۱۹۴۶) سیاستمدار و نماینده سابق مجلس اهل استونی است. وی از سال ۱۹۹۲ تا ۱۹۹۴ وزیر کشاورزی استونی بود.